# Texananus bialtus
Texananus bialtus är en insektsart som beskrevs av Delong 1938. Texananus bialtus ingår i släktet Texananus och familjen dvärgstritar. Inga underarter finns listade i Catalogue of Life.